# 布宜諾斯艾利斯現代藝術博物館
布宜諾斯艾利斯現代藝術博物館（西班牙語：Museo de Arte Moderno de Buenos Aires），其縮寫為MAMBA，是一座位於阿根廷布宜諾斯艾利斯的現代藝術博物館。 該博物館是於1956年在藝術評論家拉斐爾·斯奎魯的倡議下創建，他是該機構的創始人和首任館長。

## 歷史
現代藝術博物館於1956年4月11日開放，是由雕塑家兼外交官巴勃羅·庫瑞特拉·馬內斯和擔任第一任館長的藝術評論家拉斐爾·斯奎魯發起倡議而成立。該博物館最初位於布宜諾斯艾利斯的威特科姆畫廊，後來被安置在聖馬丁文化中心。1986年，博物館搬到了現在的位置。
博物館的主樓自2005年開始耗資1500萬美元的翻修工程，才於2010年12月23日重新向公眾開放；未來的擴建計劃包括將現有2,000平方公尺（22,000平方英尺）的空間擴大規模，並將位於阿道夫·艾西娜街963號的圖書館和檔案館擴入廳舍。
2018年7月12日，現代藝術博物館的新總部大樓重新開放。此擴展旨在改善遊客的體驗並增加博物館遺產展覽的空間。

## 建築
目前博物館使用的廳舍建築建於1918年，最初是為皮卡爾多煙草公司所建造的建築，其引人注目的外觀受到意大利北部新文藝復興建築的影響。從1987年開始，為了適應作為博物館的新功能，建築物開始進行整修，但仍保留了原有的一些特徵，例如紅磚立面、更加細緻的飾面，以及一扇由鐵皮和質樸的鉚釘加固的木頭製成的大門等設備。
在2005至2010年的修復工程中，建築師埃米利奧·阿姆巴茲為博物館設計了新建築，不僅意味著擴大展覽空間，而且根據國際博物館理事會的協議和建議，建立合適的區域來保護博物館的遺產。

## 收藏和展覽
現代藝術博物館的藏品包括6,000多件作品，包括约瑟夫·亚伯斯、安東尼奧·貝爾尼、巴勃羅·庫瑞特拉·馬內斯、拉奎爾·福納、羅慕洛·馬喬、馬塞洛·龐波、瑪塔・米努金、埃米利奧·佩托魯蒂、蘇爾·索拉爾和瓦西里·康丁斯基等許多其他藝術家的作品。

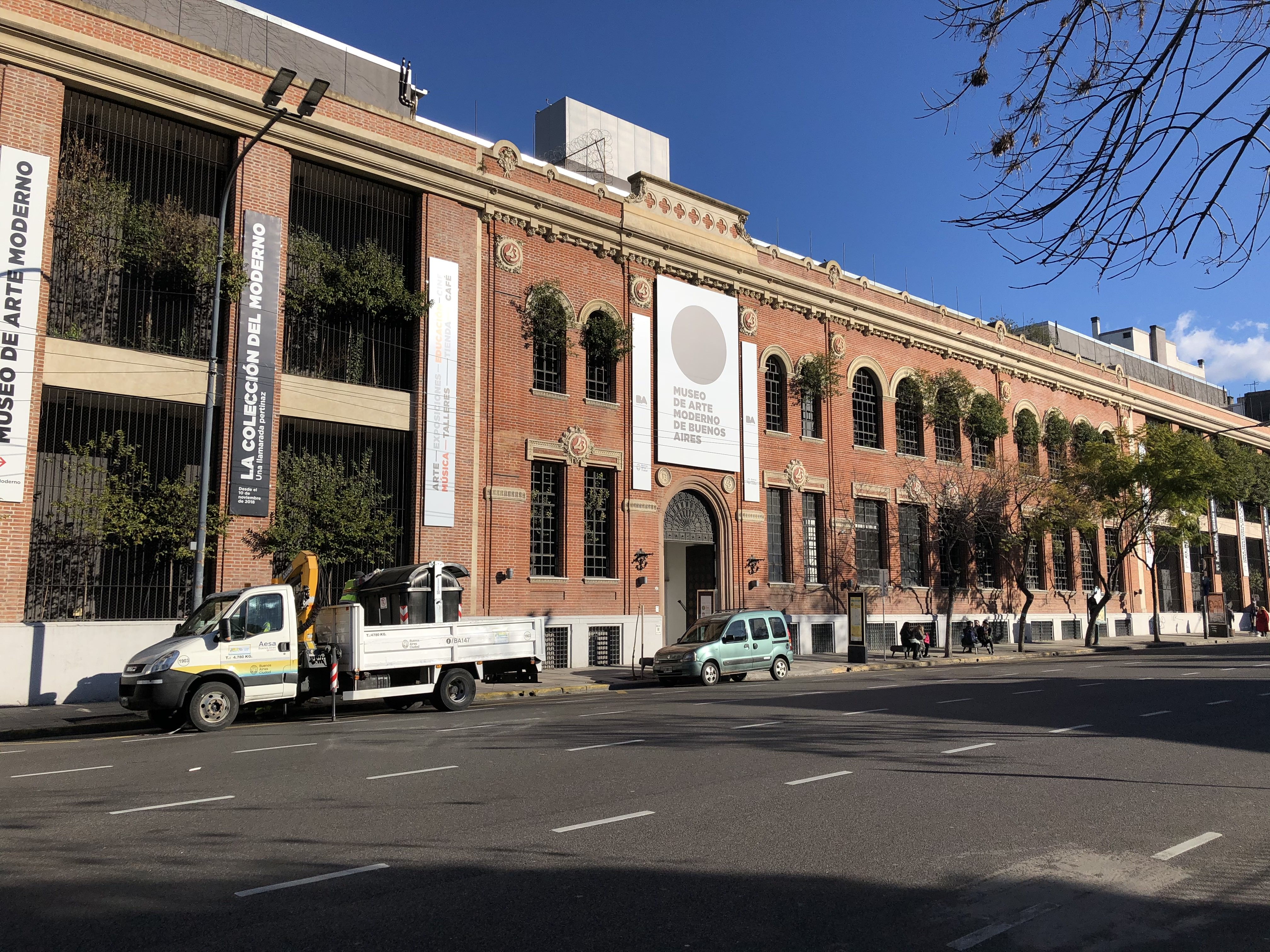
博物館主入口
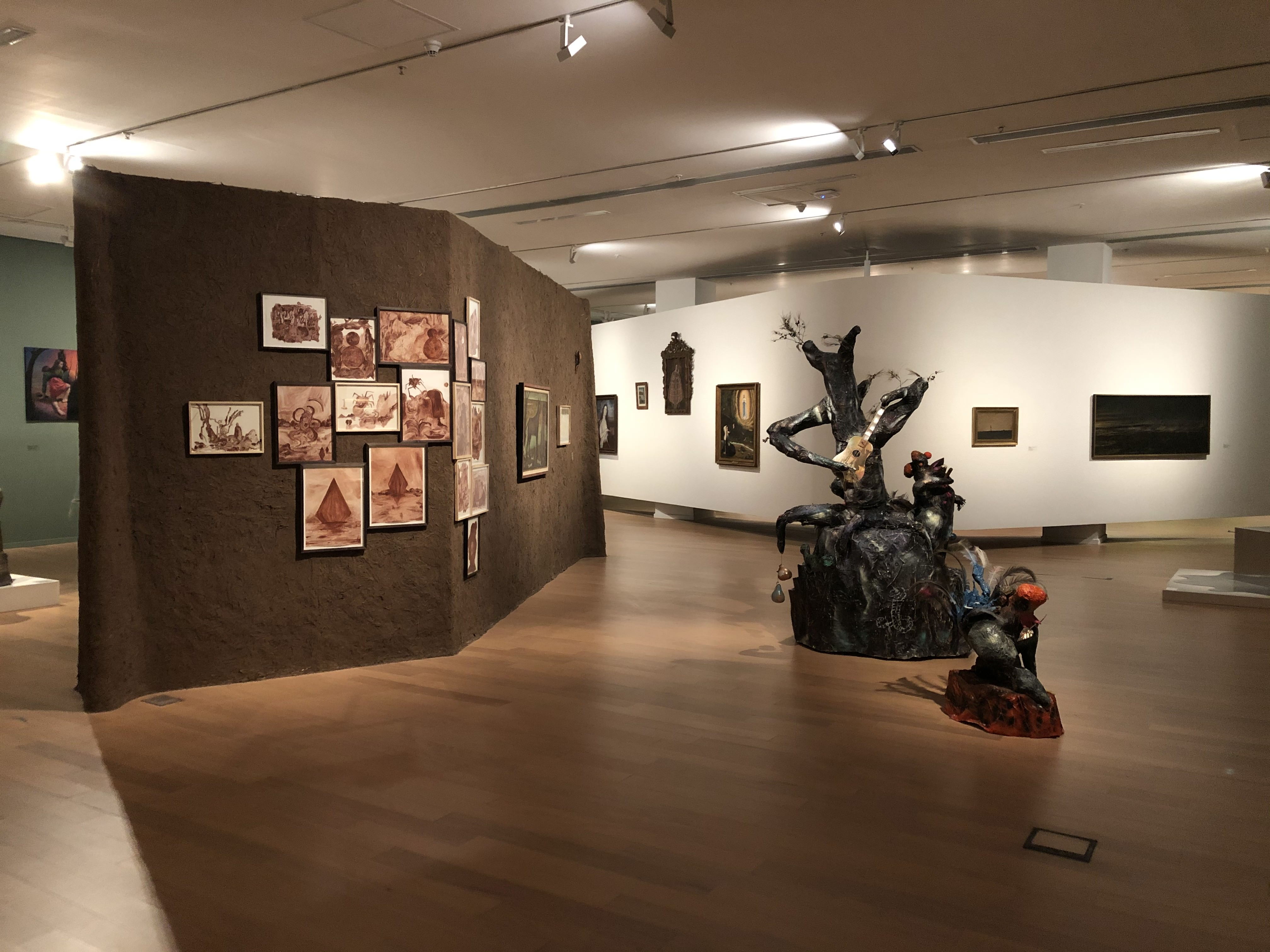
室內展示廳
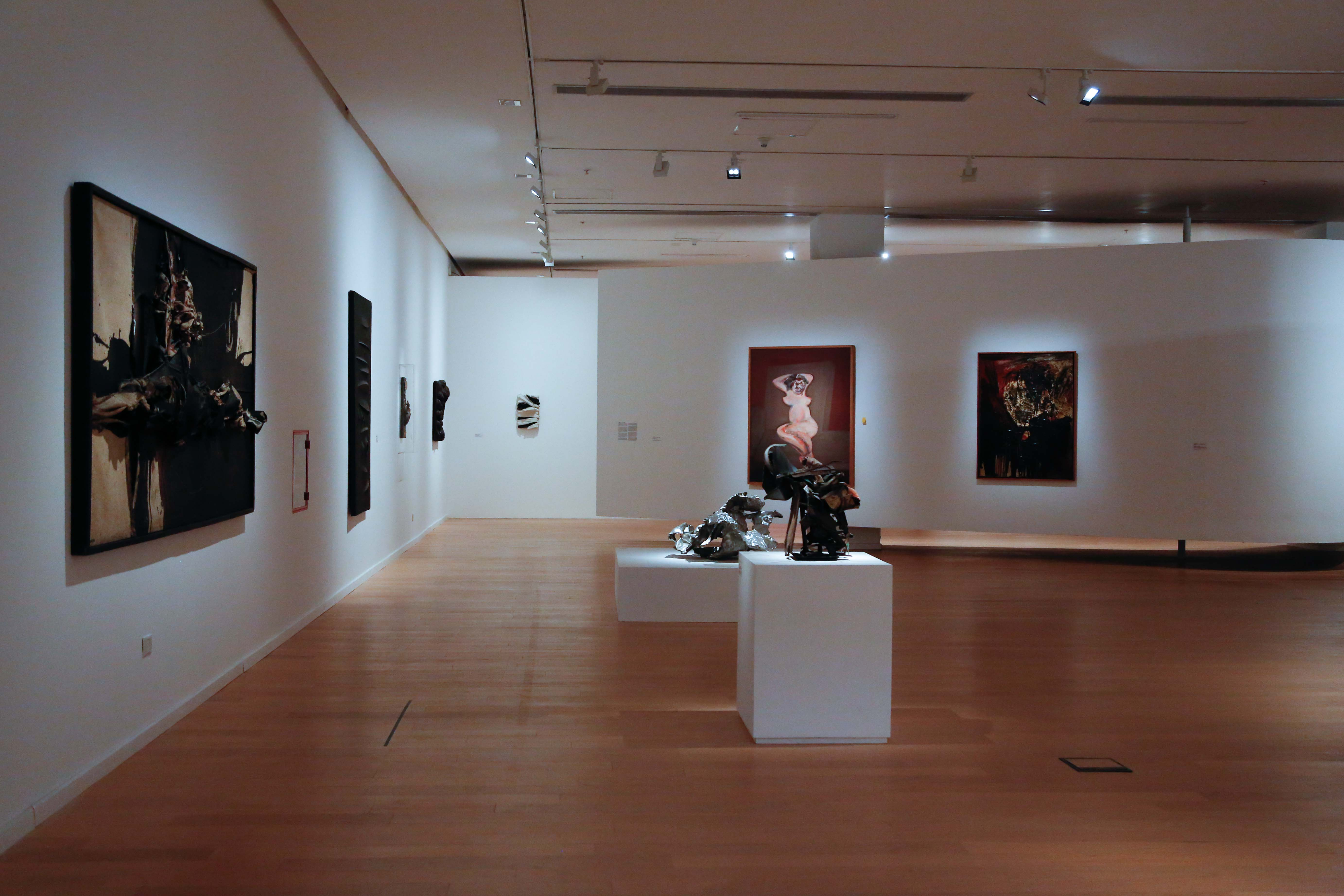
室內展示廳
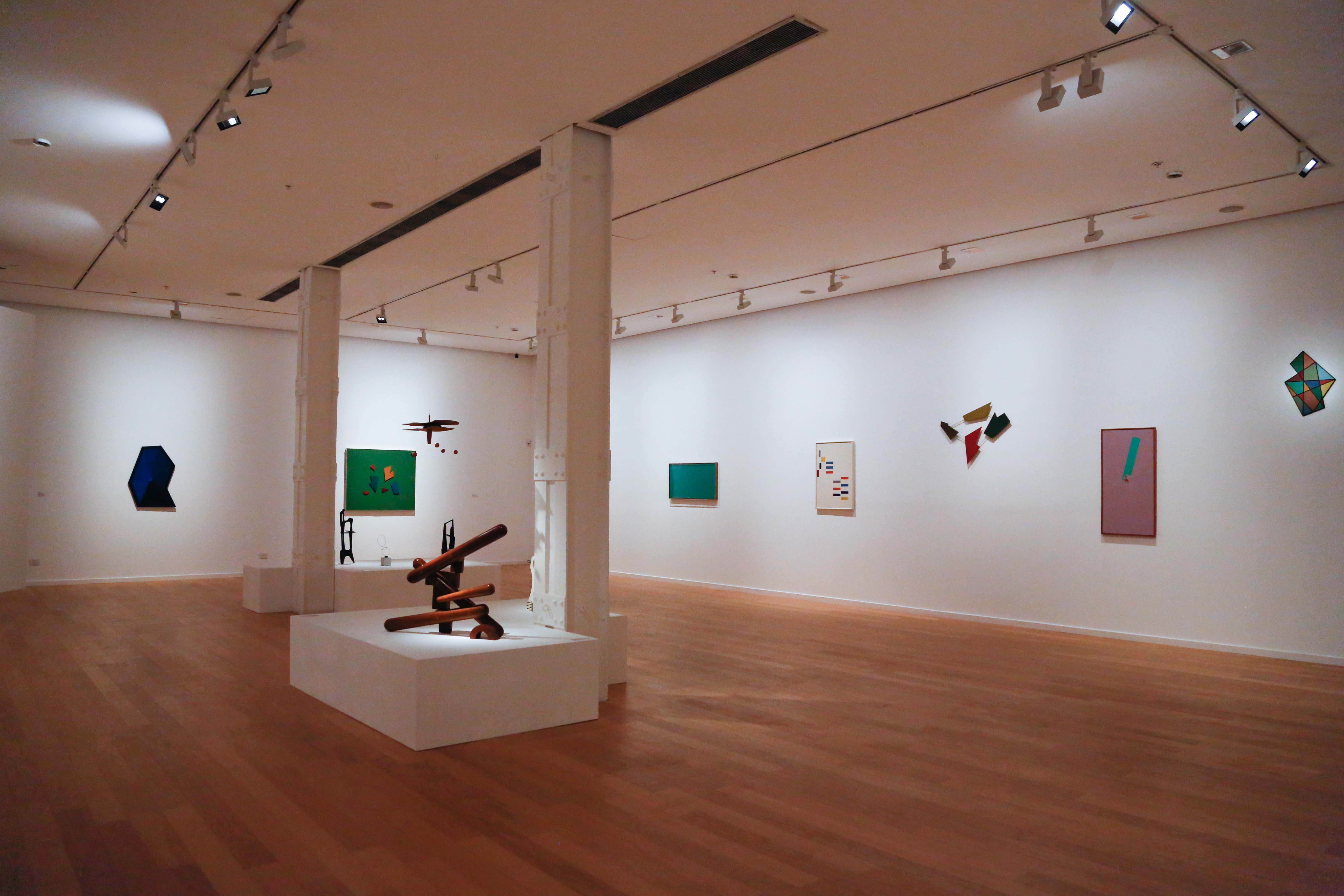
室內展示廳

## 外部連結
- Web oficial del museo. （页面存档备份，存于）
- Datos del museo. （页面存档备份，存于）
- Museo de Arte Moderno. （页面存档备份，存于）